# NTT十三専用橋

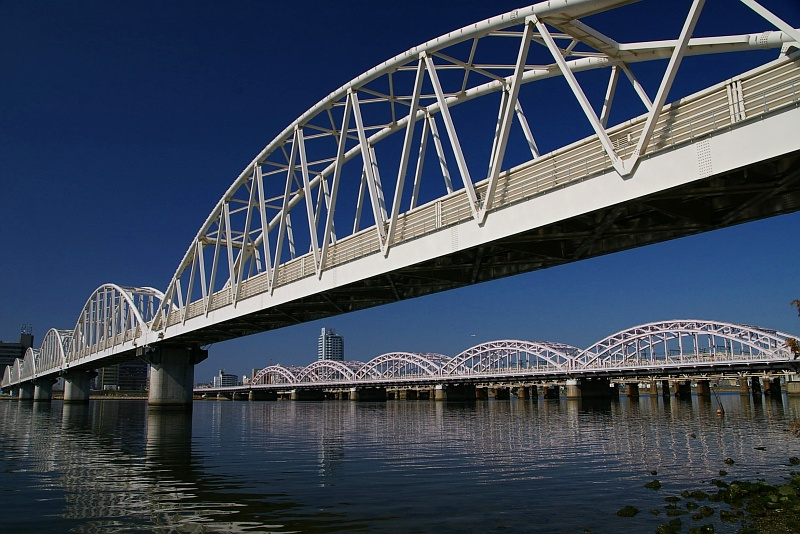
NTT十三専用橋 (手前の橋)

NTT十三専用橋（エヌティーティーじゅうそうせんようきょう、NTT Juso Senyou Bridge）は一級河川・淀川にかかるアーチ橋であり、大阪市北区中津7丁目と同市淀川区新北野1丁目のNTT西日本淀川ビルを結んでいる、通信線専用橋。

## 概要
- 橋長 - 745.5m
- 幅員 - 9.5m
- 竣工 - 1984年（昭和59年）1月
- 製作 - 日本鉄塔工業株式会社

## 位置情報
- 淀川河口より6.8km

## 交通機関
鉄道
- 阪急電鉄 中津駅 徒歩10分
- 阪急電鉄 十三駅 徒歩10分

## 周辺情報
- 十三大橋 （ひとつ上流の橋）
- 新十三大橋 （ひとつ下流の橋）
- 淀川河川公園
- 淀川